# Phlegmariurus curvifolius
Phlegmariurus curvifolius är en lummerväxtart som först beskrevs av Kze., och fick sitt nu gällande namn av B. Øllg. Phlegmariurus curvifolius ingår i släktet Phlegmariurus och familjen lummerväxter. Utöver nominatformen finns också underarten P. c. parvifolia.